# كسوف الشمس 23 نوفمبر 2032
سيحدث كسوف جزئي للشمس في 3 نوفمبر 2032. يحدث كسوف الشمس عندما يمر القمر بين الأرض والشمس ، وبالتالي يحجب صورة الشمس كليًا أو جزئيًا عن مشاهد على الأرض. يحدث كسوف جزئي للشمس في المناطق القطبية من الأرض عندما يغيب مركز ظل القمر عن الأرض.

## الصور
مسار متحرك

## الخسوفات ذات الصلة

### كسوف الشمس 2029-2032
هذا الكسوف هو جزء من سلسلة كسوف الشمس 2029-2032. يتكرر الكسوف في كل 177 يومًا تقريبًا و 4 ساعات في العقد المتناوبة من مدار القمر.
ملحوظة: الكسوف الجزئي للشمس في 14 يناير 2029 و 11 يوليو 2029 يحدث في مجموعة خسوف السنة القمرية السابقة.
| مجموعات سلسلة كسوف الشمس من 2029 إلى 2032 | مجموعات سلسلة كسوف الشمس من 2029 إلى 2032 | مجموعات سلسلة كسوف الشمس من 2029 إلى 2032 | مجموعات سلسلة كسوف الشمس من 2029 إلى 2032 | مجموعات سلسلة كسوف الشمس من 2029 إلى 2032 |
| ----------------------------------------- | ----------------------------------------- | ----------------------------------------- | ----------------------------------------- | ----------------------------------------- |
| عقدة تنازلية                              | عقدة تنازلية                              |                                           | عقدة تصاعدية                              | عقدة تصاعدية                              |
| 118                                       | يونيو 12, 2029 جزئي                       | 123                                       | ديسمبر 5, 2029 جزئي                       |                                           |
| 128                                       | يونيو 1, 2030 حلقي                        | 133                                       | نوفمبر 25, 2030 [الإنجليزية] كلي          |                                           |
| 138                                       | مايو 21, 2031 حلقي                        | 143                                       | نوفمبر 14, 2031 هجين                      |                                           |
| 148                                       | مايو 9, 2032 حلقي                         | 153                                       | نوفمبر 3, 2032 جزئي                       |                                           |

### سلسلة ميتونيك
تتكرر السلسلة ميتونيك كل 19 عامًا (6939.69 يومًا) ، وتستمر حوالي 5 دورات. تحدث الكسوف في نفس تاريخ التقويم تقريبًا. بالإضافة إلى ذلك ، تكرر سلسلة أكتون الفرعية 1/5 من ذلك أو كل 3.8 سنوات (1387.94 يومًا). تحدث جميع الكسوفات في هذا الجدول عند العقدة الصاعدة للقمر.
| 21 من أحداث الكسوف ، تتقدم من الجنوب إلى الشمال بين 10 يونيو 1964 و 21 أغسطس 2036 | 21 من أحداث الكسوف ، تتقدم من الجنوب إلى الشمال بين 10 يونيو 1964 و 21 أغسطس 2036 | 21 من أحداث الكسوف ، تتقدم من الجنوب إلى الشمال بين 10 يونيو 1964 و 21 أغسطس 2036 | 21 من أحداث الكسوف ، تتقدم من الجنوب إلى الشمال بين 10 يونيو 1964 و 21 أغسطس 2036 | 21 من أحداث الكسوف ، تتقدم من الجنوب إلى الشمال بين 10 يونيو 1964 و 21 أغسطس 2036 |
| يونيو 10–11                                                                       | مارس 27–29                                                                        | يناير 15–16                                                                       | نوفمبر 3                                                                          | أغسطس 21–22                                                                       |
| 117                                                                               | 119                                                                               | 121                                                                               | 123                                                                               | 125                                                                               |
| --------------------------------------------------------------------------------- | --------------------------------------------------------------------------------- | --------------------------------------------------------------------------------- | --------------------------------------------------------------------------------- | --------------------------------------------------------------------------------- |
| يونيو 10, 1964 [الإنجليزية]                                                       | مارس 28, 1968 [الإنجليزية]                                                        | يناير 16, 1972 [الإنجليزية]                                                       | نوفمبر 3, 1975 [الإنجليزية]                                                       | أغسطس 22, 1979 [الإنجليزية]                                                       |
| 127                                                                               | 129                                                                               | 131                                                                               | 133                                                                               | 135                                                                               |
| يونيو 11, 1983 [الإنجليزية]                                                       | مارس 29, 1987 [الإنجليزية]                                                        | يناير 15, 1991 [الإنجليزية]                                                       | نوفمبر 3, 1994 [الإنجليزية]                                                       | أغسطس 22, 1998 [الإنجليزية]                                                       |
| 137                                                                               | 139                                                                               | 141                                                                               | 143                                                                               | 145                                                                               |
| يونيو 10, 2002                                                                    | مارس 29, 2006                                                                     | يناير 15, 2010                                                                    | نوفمبر 3, 2013                                                                    | أغسطس 21, 2017                                                                    |
| 147                                                                               | 149                                                                               | 151                                                                               | 153                                                                               | 155                                                                               |
| يونيو 10, 2021                                                                    | مارس 29, 2025                                                                     | يناير 14, 2029                                                                    | نوفمبر 3, 2032                                                                    | أغسطس 21, 2036 [الإنجليزية]                                                       |

### سلسلة اينكس
هذا الكسوف هو جزء من دورة اينكس طويلة الأمد ، يتكرر عند العقد المتناوبة ، كل 358 شهرًا سينوديًا (≈ 10571.95 يومًا ، أو 29 عامًا ناقص 20 يومًا).
مظهرها وخط طولها غير منتظمين بسبب عدم التزامن مع الشهر غير الطبيعي (فترة الحضيض). ومع ذلك ، فإن مجموعات 3 دورات اينكس (87 سنة ناقص شهرين) تقترب (≈ 1،151.02 شهرًا غير طبيعي) ، لذا فإن الكسوف متشابه في هذه المجموعات.
| أعضاء سلسلة اينكس بين عامي 1901 و 2100: | أعضاء سلسلة اينكس بين عامي 1901 و 2100: | أعضاء سلسلة اينكس بين عامي 1901 و 2100: |
| --------------------------------------- | --------------------------------------- | --------------------------------------- |
| 22 نوفمبر 1919 (ساروس 141)              | 1 نوفمبر 1948 (ساروس 142)               | 12 أكتوبر 1977 (ساروس 143)              |
| 22 سبتمبر 2006 (ساروس 144)              | 2 سبتمبر 2035 (ساروس 145)               | 12 أغسطس 2064 (ساروس 146)               |
| 23 يوليو 2093 (ساروس 147)               |                                         |                                         |

### سلسلة تريتوس
هذا الكسوف هو جزء من دورة تريتوس ، يتكرر عند العقد المتناوبة كل 135 شهرًا متزامنًا (≈ 3986.63 يومًا ، أو 11 عامًا ناقص شهر واحد). مظهرها وخط طولها غير منتظمين بسبب نقص التزامن مع الشهر غير الطبيعي (فترة الحضيض) ، لكن التجمعات المكونة من 3 دورات تريتوس (33 عامًا ناقص 3 أشهر) تقترب (≈ 434.044 شهرًا غير طبيعي) ، لذا فإن الكسوف متشابه في هذه التجمعات.[بحاجة لمصدر]
| أعضاء سلسلة تريتوس بين عامي 1901 و 2100 | أعضاء سلسلة تريتوس بين عامي 1901 و 2100 | أعضاء سلسلة تريتوس بين عامي 1901 و 2100 | أعضاء سلسلة تريتوس بين عامي 1901 و 2100 |
| --------------------------------------- | --------------------------------------- | --------------------------------------- | --------------------------------------- |
| 9 سبتمبر 1904 (ساروس 133)               | 10 أغسطس 1915 (ساروس 134)               | 9 يوليو 1926 (ساروس 135)                |                                         |
| 8 يونيو 1937 (ساروس 136)                | 9 مايو 1948 (ساروس 137)                 | 8 أبريل 1959 (ساروس 138)                |                                         |
| 7 مارس 1970 (ساروس 139)                 | 4 فبراير 1981 (ساروس 140)               | 4 يناير 1992 (ساروس 141)                |                                         |
| 4 ديسمبر 2002 (ساروس 142)               | 3 نوفمبر 2013 (ساروس 143)               | 2 أكتوبر 2024 (ساروس 144)               |                                         |
| 2 سبتمبر 2035 (ساروس 145)               | 2 أغسطس 2046 (ساروس 146)                | 1 يوليو 2057 (ساروس 147)                |                                         |
| 31 مايو 2068 (ساروس 148)                | 1 مايو 2079 (ساروس 149)                 | 31 مارس 2090 (ساروس 150)                |                                         |

## روابط خارجية
- www.solar-eclipse.de - متوسط التغطية السحابية والمدن على طول مسار الكسوف